# Весняное (Хмельницкая область)
Весняное (укр. Весняне) — село в Белогорском районе Хмельницкой области Украины.
Население по переписи 2001 года составляло 284 человека. Почтовый индекс — 30244. Телефонный код — 3841. Занимает площадь 0,093 км².

## Местный совет
30244, Хмельницкая обл., Белогорский р-н, с. Квитневое, ул. Садовая, 8